# Lao Cai
Lao Cai (en vietnamita: Lào Cai) es una ciudad del noroeste del Vietnam. Es la capital de la provincia de Lao Cai. La ciudad limita con Hekou, en la provincia de Yunnan, en el suroeste de China. Se encuentra en la unión del Río Rojo (Sông Hồng) y el Río Nanxi (Yunnan) aproximadamente a 160 millas (260 km) al noroeste de Hanói. La ciudad tiene una fábrica de carburo. Se encuentra donde se unen el río Rojo (Song Hong) y el río Nam Ti a unos 260 km al noroeste de Hanói. En la ciudad se desarrolla el comercio de madera, ya que está situada en la línea del ferrocarril que une Hai Phong con China. 
Es una ciudad de mercado para la madera, y la estación de tren de Lao Cai está ubicada en el ferrocarril de Hai Phong a la provincia de Yunnan en China.
La ciudad fue invadida por China en 1979, en el contexto de la guerra sino-vietnamita, y la frontera no se reabrió hasta 1993.

## Demografía
A partir de 2020, la ciudad tenía una población de 130.671 habitantes, con una superficie de 282,13 km².
Las minorías étnicas de Lao Cai solían hablar mandarín del suroeste y vietnamita entre sí cuando sus idiomas no eran inteligibles entre sí.

## Divisiones administrativas
La ciudad de Lao Cai está oficialmente dividida en 17 subdivisiones a nivel de comuna, incluidos 10 distritos (Bắc Cường, Bắc Lệnh, Bình Minh, Cốc Lếu, Duyên Hải, Kim Tân, Lào Cai, Nam Cường, Pom Hán y Xuân Tăng) y 7 comunas rurales (Cam Đường, Cốc San, Đồng Tuyển, Hợp Thành, Tả Phời, Thống Nhất, Vạn Hòa).

## Clima
Lao Cai tiene un clima subtropical húmedo de invierno seco (Köppen Cwa), similar a la mayor parte del norte de Vietnam.
| Parámetros climáticos promedio de Lào Cai                     | Parámetros climáticos promedio de Lào Cai | Parámetros climáticos promedio de Lào Cai | Parámetros climáticos promedio de Lào Cai | Parámetros climáticos promedio de Lào Cai | Parámetros climáticos promedio de Lào Cai | Parámetros climáticos promedio de Lào Cai | Parámetros climáticos promedio de Lào Cai | Parámetros climáticos promedio de Lào Cai | Parámetros climáticos promedio de Lào Cai | Parámetros climáticos promedio de Lào Cai | Parámetros climáticos promedio de Lào Cai | Parámetros climáticos promedio de Lào Cai | Parámetros climáticos promedio de Lào Cai |
| Mes                                                           | Ene.                                      | Feb.                                      | Mar.                                      | Abr.                                      | May.                                      | Jun.                                      | Jul.                                      | Ago.                                      | Sep.                                      | Oct.                                      | Nov.                                      | Dic.                                      | Anual                                     |
| ------------------------------------------------------------- | ----------------------------------------- | ----------------------------------------- | ----------------------------------------- | ----------------------------------------- | ----------------------------------------- | ----------------------------------------- | ----------------------------------------- | ----------------------------------------- | ----------------------------------------- | ----------------------------------------- | ----------------------------------------- | ----------------------------------------- | ----------------------------------------- |
| Temp. máx. abs. (°C)                                          | 31.4                                      | 34.6                                      | 38.0                                      | 38.1                                      | 41.0                                      | 40.1                                      | 39.7                                      | 40.0                                      | 36.8                                      | 37.2                                      | 33.2                                      | 31.5                                      | 41.0                                      |
| Temp. máx. media (°C)                                         | 20.1                                      | 21.3                                      | 25.3                                      | 28.8                                      | 32.1                                      | 32.7                                      | 32.7                                      | 32.4                                      | 31.3                                      | 28.7                                      | 25.1                                      | 21.9                                      | 27.7                                      |
| Temp. media (°C)                                              | 15.7                                      | 17.0                                      | 20.7                                      | 24.2                                      | 27.0                                      | 27.9                                      | 27.9                                      | 27.5                                      | 26.3                                      | 24.0                                      | 20.2                                      | 17.0                                      | 23.0                                      |
| Temp. mín. media (°C)                                         | 13.3                                      | 14.5                                      | 17.9                                      | 21.1                                      | 23.6                                      | 24.7                                      | 24.9                                      | 24.4                                      | 23.3                                      | 21.2                                      | 17.5                                      | 14.3                                      | 20.0                                      |
| Temp. mín. abs. (°C)                                          | 1.4                                       | 5.6                                       | 6.8                                       | 10.0                                      | 14.8                                      | 18.7                                      | 20.0                                      | 17.3                                      | 15.8                                      | 8.8                                       | 5.8                                       | 2.8                                       | 1.4                                       |
| Lluvias (mm)                                                  | 22                                        | 33                                        | 58                                        | 129                                       | 171                                       | 239                                       | 302                                       | 355                                       | 222                                       | 153                                       | 54                                        | 27                                        | 1764                                      |
| Días de lluvias (≥ 1 mm)                                      | 7.8                                       | 8.8                                       | 11.5                                      | 15.8                                      | 16.8                                      | 18.7                                      | 20.9                                      | 21.1                                      | 15.8                                      | 14.8                                      | 10.2                                      | 7.7                                       | 169.8                                     |
| Horas de sol                                                  | 80                                        | 70                                        | 102                                       | 142                                       | 180                                       | 145                                       | 158                                       | 160                                       | 158                                       | 133                                       | 109                                       | 104                                       | 1539                                      |
| Humedad relativa (%)                                          | 84.8                                      | 84.0                                      | 82.5                                      | 83.1                                      | 81.4                                      | 84.4                                      | 85.8                                      | 86.0                                      | 85.5                                      | 85.8                                      | 86.3                                      | 85.8                                      | 84.6                                      |
| Fuente: Vietnam Institute for Building Science and Technology |                                           |                                           |                                           |                                           |                                           |                                           |                                           |                                           |                                           |                                           |                                           |                                           |                                           |